# 陳鏞 (臨江侯)
陳鏞（？—？），濠州人，明朝軍事將領。陳德之子。
陳鏞繼承其父臨江侯爵位，洪武十六年（1383年）為征南左副將軍，討伐龍泉山等地的叛亂。後在開封府練兵。洪武十九年（1386年）與靖海侯吳禎駐守會州。洪武二十年（1387年）跟從馮勝征討納哈出，將至金山，與大軍走不同路徑迷失而戰敗。洪武二十三年（1390年）牽涉胡惟庸案連坐，詔書指陳鏞因曾經在西征時有過錯被降職而與胡惟庸合謀。爵位被除去。